# Hertogdom Saksen-Meiningen
Het hertogdom Saksen-Meiningen (ook wel Saksen-Meiningen-Hildburghausen) was een van de Ernestijnse hertogdommen in het huidige Thüringen dat bestond van 1681 tot 1920 (sinds 1918 als vrijstaat).

## Geschiedenis
De staat ontstond in 1681 door opdeling van Saksen-Gotha onder de zoons van hertog Ernst I. Zijn op twee na oudste zoon Bernhard I ontving hierbij Saksen-Meiningen als soevereine staat in het Heilige Roomse Rijk. Na het uitsterven van de linies Saksen-Coburg (1699) en Saksen-Römhild (1710) en enige deels militair uitgevochten conflicten werd het land aanzienlijk vergroot met delen van deze staten. De laatste herindeling van de Ernestijnse hertogdommen vond plaats na het uitsterven van de linie Saksen-Gotha-Altenburg in 1826. Saksen-Meiningen ontving nu geheel Saksen-Hildburghausen, de rest van Saksen-Römhild, het Saalfeldse deel van Saksen-Coburg-Saalfeld alsmede Camburg en Themar.
Saksen-Meiningen werd in 1807 lid van de Rijnbond, maar koos in 1813 de zijde van de geallieerden. Het land leed zwaar onder de Coalitieoorlogen en herstelde hiervan slechts langzaam. In 1815 werd het lid van de Duitse Bond en in 1833 van de Zollverein. In 1829 kreeg het een eigen constitutie. In tegenstelling tot de andere Ernestijnse hertogdommen verklaarde Saksen-Meiningen in de Pruisisch-Oostenrijkse Oorlog van 1866 Pruisen de oorlog. Na de Oostenrijkse nederlaag verzocht hertog Bernhard II in de Noord-Duitse Bond te worden opgenomen. Dit werd slechts toegestaan indien hij zou abdiceren ten gunste van zijn Pruisisch gezinde zoon George II. Na lange onderhandelingen en het binnenrukken van een Pruisisch infanterieregiment trad Bernhard uiteindelijk op 20 september af, waarna op 8 oktober een vredesverdrag werd getekend. George trad in 1871 toe aan het Duitse Keizerrijk. In de Bondsraad te Berlijn liet hij zich vertegenwoordigen door Beieren en niet, zoals de meeste andere Thüringse staten, door Saksen-Weimar-Eisenach.

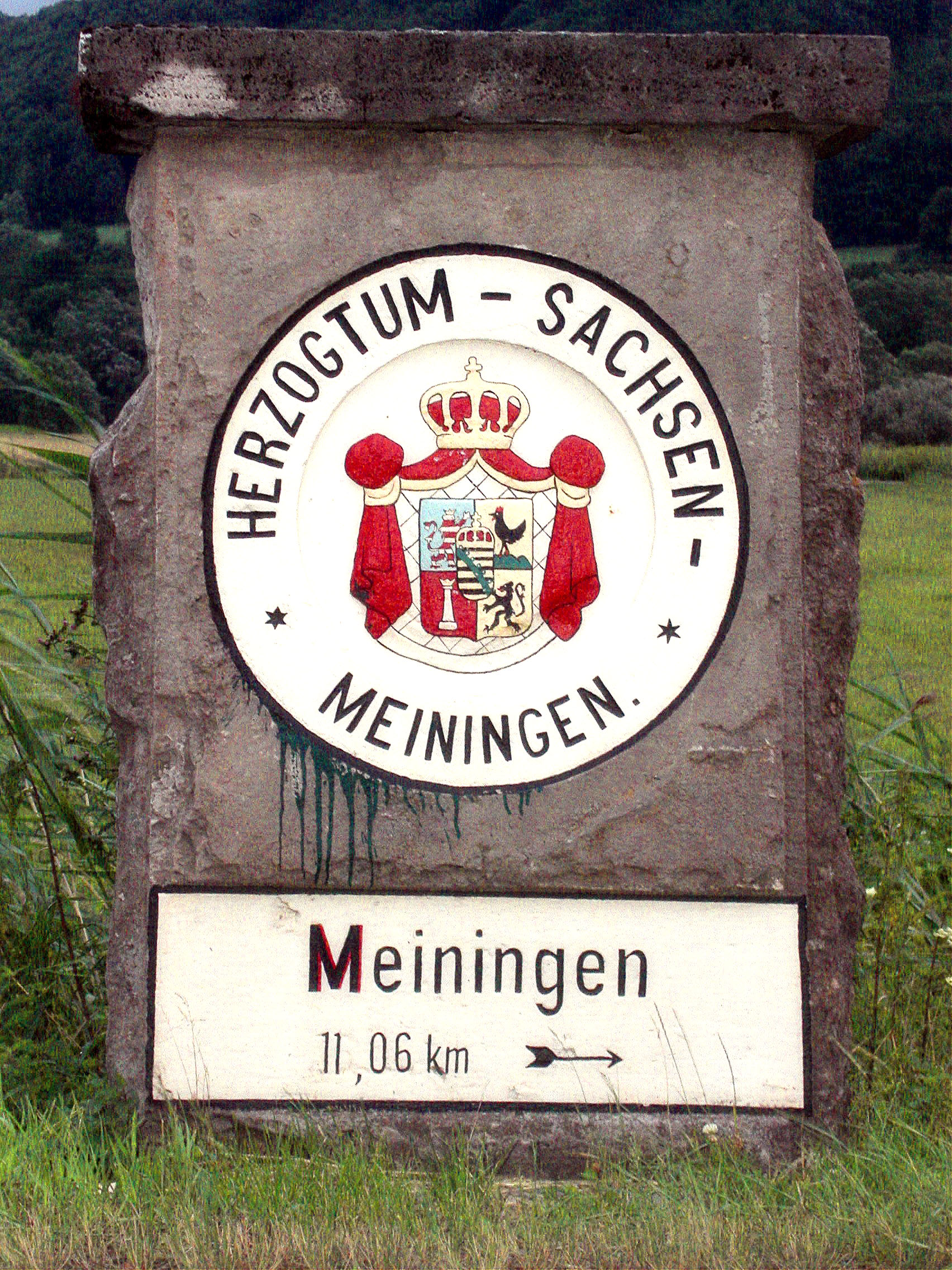
Grenssteen met wapen tussen Ellingshausen en Rohr

## Bestuurlijke indeling

### Landkreisen
- Hildburghausen (met de steden Eisfeld, Hildburghausen, Römhild en Themar)
- Meiningen (met de steden Bad Liebenstein, Bad Salzungen, Breitungen/Werra, Meiningen, Schweina en Wasungen)
- Saalfeld (met de steden Camburg, Gräfenthal, Lehesten, Pößneck en Saalfeld)
- Sonneberg (met de steden Lauscha, Neuhaus-Schierschnitz, Oberlind, Schalkau, Sonneberg en Steinach)

### Exclaves
Oberellen, Dietlas, Camburg, Kranichfeld, Treppendorf, Milda, Rödelwitz, Groß Kochberg, Mosen, Vierzehnheiligen, Lichtenhain bei Jena

## Hertogen
- 1681-1706: Bernhard I (1649-1706)
- 1706-1724: Ernst Lodewijk I (1672-1724), Frederik Willem en Anton Ulrich (zoons van Bernhard I)
- 1724-1729: Ernst Lodewijk II (1709-1729) en Karel Frederik (zoons van Ernst Lodewijk I) onder regentschap van Frederik Willem en Anton Ulrich
- 1729-1743: Karel Frederik (1712-1743)
- 1743-1746: Frederik Willem (1679-1746)
- 1746-1763: Anton Ulrich (1687-1763)
- 1763-1779: Karel Willem (1754-1782) (zoon van Anton Ulrich) onder regentschap van Anton Ulrichs tweede echtgenote Charlotte Amalia van Hessen-Philippsthal
- 1763-1782: Karel Willem en zijn broer George I
- 1782-1803: George I (1761-1803)
- 1803-1866: Bernhard II (1800-1882), zoon van George I (tot 1822 onder regentschap van zijn moeder Louise Eleonore van Hohenlohe-Langenburg)
- 1866-1914: George II (1826-1914), zoon van Bernhard II
- 1914-1918: Bernhard III (1851-1928), zoon van George II

Anhalt · Baden · Beieren · Bremen · Brunswijk · Elzas-Lotharingen · Hamburg · Hessen · Lauenburg · Lippe · Lübeck · Mecklenburg-Schwerin · Mecklenburg-Strelitz · Oldenburg · Pruisen · Reuss jongere linie · Reuss oudere linie · Saksen · Saksen-Altenburg · Saksen-Coburg en Gotha · Saksen-Meiningen · Saksen-Weimar-Eisenach · Schaumburg-Lippe · Schwarzburg-Rudolstadt · Schwarzburg-Sondershausen · Waldeck · Württemberg
Anhalt (1863-1866) ·
Anhalt-Bernburg (1815-1863) ·
Anhalt-Dessau-Köthen (1853-1863) ·
Anhalt-Dessau (1815-1853) ·
Anhalt-Köthen (1815-1853) ·
Baden · Beieren · Bremen · Brunswijk · Frankfort · Hamburg · Hannover · Hessen-Darmstadt · Hessen-Homburg · Hessen-Kassel · Hohenzollern-Hechingen · Hohenzollern-Sigmaringen · Holstein · Lauenburg · Liechtenstein · Limburg · Lippe · Lübeck · Luxemburg · Mecklenburg-Schwerin · Mecklenburg-Strelitz · Nassau · Oldenburg · Oostenrijk · Pruisen · Reuss jongere linie · Reuss oudere linie · Saksen · Saksen-Altenburg · Saksen-Coburg en Gotha · Saksen-Meiningen ·  Saksen-Weimar-Eisenach · Schaumburg-Lippe · Schwarzburg-Rudolstadt · Schwarzburg-Sondershausen · Waldeck-Pyrmont · Württemberg